# Твердятино
Твердятино — деревня в Рамешковском районе Тверской области.

## География
Находится в восточной части Тверской области на расстоянии приблизительно 7 км на юг по прямой от районного центра поселка Рамешки.

## История
Известна с 1627—1629 годов как пустошь. В 1930-х годах здесь началось строительство, работал филиал Замытской трикотажной фабрики. В 1936 году в хуторе Твердятино Большевистского сельского Совета было 9 хозяйств. В советское время работали колхозы «Пролетарская правда», «Большевик», «Путь к коммунизму» и совхоз «Леоновский». В 2001 году в деревне 6 домов постоянных жителей и 5 домов — собственность наследников и дачников. До 2021 входила в сельское поселение Застолбье Рамешковского района до их упразднения.

## Население
Численность населения: 55 человек (1859 год), 16 (1989), 14 (русские 100 %) в 2002 году, 8 в 2010.